# جون وارد (لاعب كريكت نيوزلندي)
جون وارد (11 مارس 1937 في نيوزيلندا - 12 يناير 2021) (بالإنجليزية: John Ward)‏ هو لاعب كريكت نيوزلندي. شارك مع منتخب نيوزيلندا الوطني للكريكت ومنتخب نيوزيلندا الوطني للكريكت.

## وصلات خارجية
- جون وارد على موقع إي آس بي آن كريك إنفو (الإنجليزية)